# Левинтас, Макс Михайлович
Макс Михайлович Левинтас (род. 25 августа 1953, Курск) – российский тренер по каратэ, заслуженный тренер России.

## Деятельность
С 1979 по 1982, работая старшим тренером спортивного клуба Балтийского флота, впервые в СССР ввел элементы каратэ в боевую подготовку морской пехоты и специальных подразделений ВМФ СССР и России.
Разработал комплексную систему развития двигательного опыта у детей. В 1980 году основал первую в СССР Детско-юношескую спортивную школу (ДЮСШ) по каратэ, через которую прошли более тысячи молодых спортсменов.
С 1992 года президент и старший тренер спортивно-оздоровительного клуба «Команда».
В 2004 году впервые в российском каратэ присвоено звание заслуженного тренера России.
Начиная с 1980 тренировал офицеров и консультировал подразделения специального назначения МВД и ФСБ России по вопросам боевой и физической подготовки.
За годы профессиональной деятельности подготовил более 50 учеников занимавших призовые места на чемпионатах СССР, России, Европы и мира по различным стилям единоборств.

## Наиболее заметные ученики
- Дмитрий Банис – серебряный призёр чемпионата России, 1989 год (Черкесск, Россия)
- Владимир Белов
- Олег Быков – чемпион Европы по Годзю-рю, 1993 год (Рига, Латвия); бронзовый призёр чемпионата Европы, 1991 год (Лиссабон, Португалия)
- Андрей Глазунов – почётный председатель федерации спортивного у-шу Калининградской области, 2-й дан каратэ-до
- Евгений Глисанов – чемпион СССР по Вадокай, 1990 год (Мытищи, Россия), бронзовый призёр чемпионата Европы, 1991 год (Лиссабон, Португалия)
- Александр Гусев – бронзовый призёр Кубка России, 2000 год (Москва, Россия), мастер спорта России
- Владимир Демиденко – чемпион СССР, 1982 год (Караганда, Казахстан)
- Александр Долговицкий – 3 дан Кудо, основатель Калининградского отделения Федерации КУДО России, судья Всероссийской категории
- Андрей Колесник – победитель Чемпионата дружественных армий (Братислава, Словакия), заслуженный тренер России по рукопашному бою
- Сергей Кривцов – чемпион РСФСР, 1983 год (Челябинск, Россия), бронзовый призёр чемпионата Европы, 1991 год (Лиссабон, Португалия), 1-й дан Шидокан каратэ-до
- Михаил Кулиш – победитель первенства России по каратэ, 2001 год (Москва, Россия)
- Андрей Ломакин – серебряный призёр чемпионата России, 1980 год (Калининград, Россия)
- Александр Лось – 1-й дан Шидокан каратэ-до, 2-й дан Шиндокай кан каратэ
- Юрий Ляйсле
- Виктор Малашенко – бронзовый призёр чемпионата Европы, 1991 год (Лиссабон, Португалия)
- Артур Михайлов
- Вадим Никитин – бронзовый призёр чемпионата Европы, 1995 год (Леопольдсбург, Бельгия)
- Геннадий Пак
- Евгений Петров – серебряный призёр чемпионата СССР, 1982 год (Караганда, Казахстан)
- Андрей Потрясов, Калининград
- Юрий Попов – серебряный призёр чемпионата СА и ВМФ СССР, 1983 год (Вильнюс, Литва)
- Олег Саулин – бронзовый призёр чемпионата СА и ВМФ СССР, 1982 год (Москва, Россия)
- Леонид Сидорович
- Игорь Славгородский – серебряный призёр чемпионата России, 1980 год (Калининград, Россия)
- Александр Смирнов
- Виктор Шаповал – бронзовый призёр чемпионата мира по версии Всемирной конфедерации каратэ (WKC), 1997 год (Ареццо, Италия)
- Вадим Шевцов
- Леонид Щепкин – бронзовый призёр чемпионата СССР, 1980 год (Калининград, Россия), 6-й дан Годзю-рю, президент Общероссийской федерации Окинава Годзю-рю каратэ-до

## Награды и звания
- Орден Дружбы (2002)[1]
- Заслуженный тренер России (2004)